# Aiqqujat Islands
Aiqqujat Islands är öar i Kanada.   De ligger i Wager Bay, en vik i Hudson Bay i territoriet Nunavut, i den nordöstra delen av landet, 2 400 km norr om huvudstaden Ottawa.